# Eliseos van Den Haag en Nederland

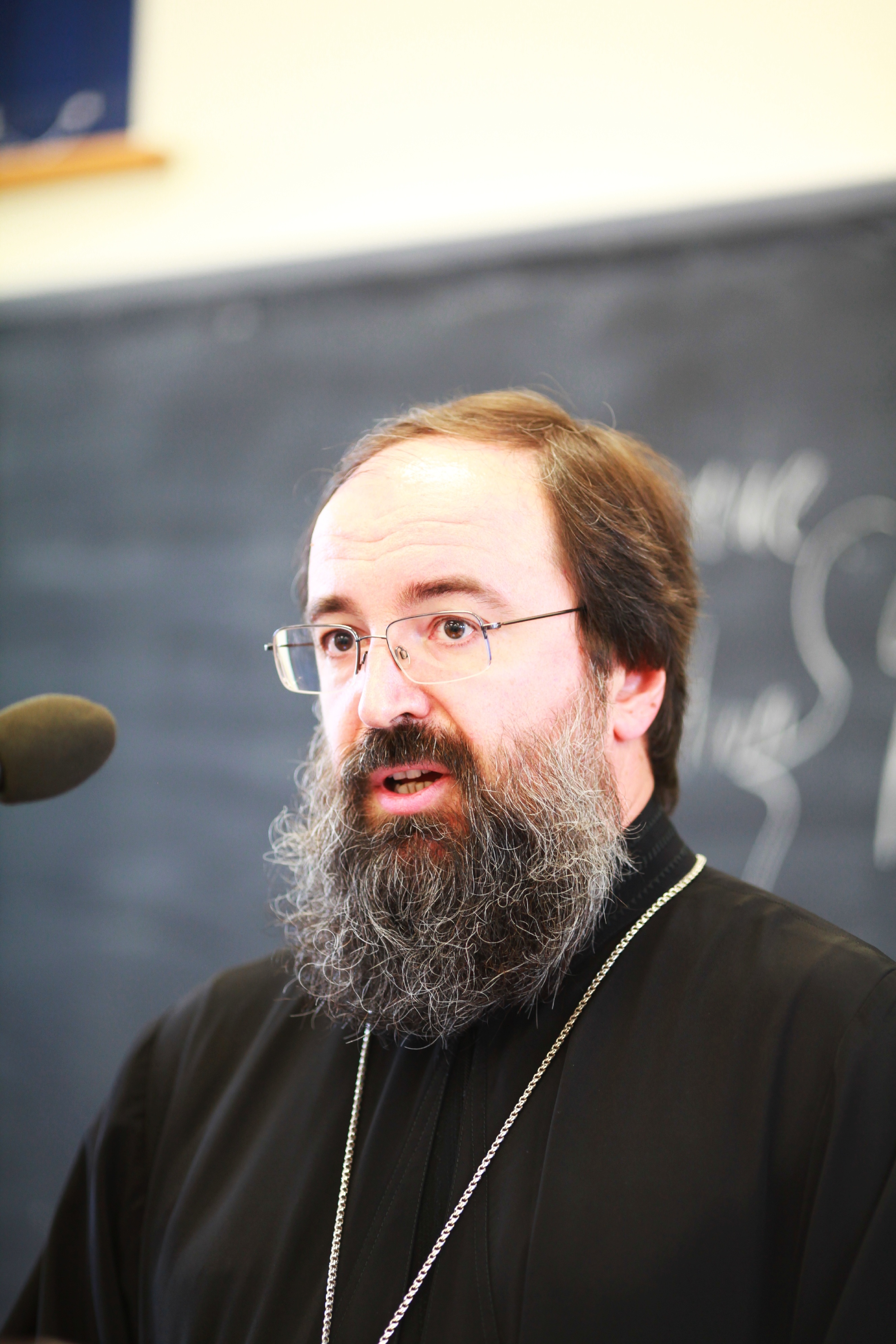

Aartsbisschop Elisej (wereldse naam Ilja Vladimirovitsj Ganaba, Russisch: Илья Владимирович Ганаба) (Leningrad, 1 augustus 1962) is bisschop van de Russisch-Orthodoxe Kerk, aartsbisschop van Den Haag en Nederland.

## Leven
Zijn vader Vladimir Ganaba was aartsdiaken in de Kathedraal van de Heilige Drie-eenheid in Podolsk in de oblast Moskou. Later was zijn oudere broer, Aleksandr Ganaba, aartspriester en decaan van dezelfde kathedraal.
In 1971 verhuisde Ilja Ganaba met zijn ouders naar Penza. Daar ging hij naar school en studeerde in 1979 af van de middelbare school. Hij diende als bisschoppelijke hypodiaken aan het altaar en zong in het koor van de Kathedraal van de Ontslapenis van de Moeder Gods in Penza.
In 1980 ging hij naar het Theologisch Seminarie van Leningrad voordat hij in 1982 werd toegelaten tot de Theologische Academie aldaar. Tijdens zijn academietijd deed Ganaba op 17 november 1985 de monastieke geloften en kreeg de naam Eliseos (Elisej), ter ere van de Profeet Elisa. Op 22 november 1985 werd hij tot hierodiaken gewijd en vervolgens op 18 januari 1986 tot priestermonnik. Op 20 juni 1987 trad hij toe tot de broederschap van het Danilovklooster in Moskou en zette zijn studie voort aan de Theologische Akademie in Moskou, waar hij in 1988 afstudeerde. Van 27 december 1988 tot 5 oktober 1992 diende hij als plaatsvervangend hoofd van de Russische kerkelijke missie in Jeruzalem.
Op 20 januari 1994 werd hij benoemd tot hoofd van de overzeese instellingen van de Russisch-orthodoxe kerk. In het Paasseizoen van 1997 verhief metropoliet Kyrill van Smolensk en Kaliningrad vader Eliseos tot de waardigheid van archimandriet. Op 7 oktober 2000 werd Eliseos benoemd tot vertegenwoordiger van het patriarchaat Moskou bij het Grieks-orthodox patriarchaat van Antiochië in Damascus en vervolgens op 12 maart 2002 tot hoofd van de Russische kerkelijke missie in Jeruzalem. Op 26 november 2006, inmiddels archimandriet Eliseos, werd hij in de Christus Verlosserkathedraal in Moskou gewijd tot bisschop van Bogorodsk, als assistent-bisschop van aartsbisschop Innocentius van Korsoen.
Op 27 december 2007 werd bisschop Eliseos door de heilige synode in Moskou aangesteld als bisschop van Soerozj. Op 1 februari 2010 verhief patriarch Kyrill van Moskou bisschop Eliseos tot de rang van aartsbisschop. Op 28 december 2017 besloot de Heilige Synode om aartsbisschop Eliseos te benoemen tot aartsbisschop van Den Haag en Nederland.